# ФК Хамрун спартанс
ФК Хамрун спартанс је малтешки фудбалски клуб из Хамруна и тренутно игра у Премијер лиги Малте.

## Историја
Клуб је основан 1907. године. Игра домаће утакмице на стадиону Виктор Тедеско капацитета 2.000 гледалаца. Првенство Малте су освајали осам пута, куп такмичење шест и суперкуп пет пута.
Учесник европских клупских такмичења. Највећи успех су остварили у сезони 2022/23. у Лиги конференције, када су изборили плеј оф за групну фазу. Победили су редом јерменски Алашкерт, Вележ из Мостара и после бољег извођења једанаестераца Левски из Софије. За улазак у групну фазу Лиге конференције играли су са београдским Партизаном и поражени су у двомечу.

## Успеси клуба
- Премијер лига Малте

Првак (10) :  1913/14, 1917/18, 1946/47, 1982/83, 1986/87, 1987/88, 1990/91, 2020/21 2004/05 , 2020/21, 2022/23, 2023/24.
- Куп Малте

Освајач (6) : 1982/83, 1983/84, 1986/87, 1987/88, 1988/89, 1991/92.
- Суперкуп Малте

Освајач (5) : 1986/87, 1987/88, 1988/89, 1990/91, 1991/92.

## Хамрун у европским такмичењима
| Сезона  | Такмичење              | Рунда   | Противник         | Дом. | Гост | Укупно     |
| ------- | ---------------------- | ------- | ----------------- | ---- | ---- | ---------- |
| 1983/84 | Куп европских шампиона | 1. коло | Данди јунајтед    | 0–3  | 0–3  | 0–6        |
| 1984/85 | Куп победника купова   | 1. коло | Балимина јунајтед | 2–1  | 1–0  | 3–1        |
| 1984/85 | Куп победника купова   | 2. коло | Динамо Москва     | 0–1  | 0–5  | 0–6        |
| 1985/86 | Куп УЕФА               | 1. коло | Динамо Тирана     | 0–0  | 0–1  | 0–1        |
| 1987/88 | Куп европских шампиона | 1. коло | Рапид Беч         | 0–1  | 0–6  | 0–7        |
| 1988/89 | Куп европских шампиона | 1. коло | 17. новембар      | 2–1  | 0–2  | 2–3        |
| 1989/90 | Куп победника купова   | 1. коло | Реал Ваљадолид    | 0–1  | 0–5  | 0–6        |
| 1991/92 | Куп европских шампиона | 1. коло | Бенфика           | 0–6  | 0–4  | 0–10       |
| 1992/93 | Куп победника купова   | кв.     | Марибор           | 2–1  | 0–4  | 2–5        |
| 2022/23 | Лига конференције      | 1. коло | Алашкерт          | 4–1  | 0–1  | 4–2        |
| 2022/23 | Лига конференције      | 2. коло | Вележ Мостар      | 1–0  | 1–0  | 2–0        |
| 2022/23 | Лига конференције      | 3. коло | Левски Софија     | 0–1  | 2–1  | 2–2 (4–1п) |
| 2022/23 | Лига конференције      | плеј оф | Партизан          | 3–3  | 1–4  | 4–7        |